# NY Virginis
NY Virginis är en dubbelstjärna i mellersta delen av stjärnbilden Jungfrun. Den har en skenbar magnitud av 13,30 - 14,22 och kräver ett kraftfullt teleskop för att kunna observeras. Baserat på parallax enligt Gaia Data Release 3 på ca 1,7 mas, beräknas den befinna sig på ett avstånd på ca 1 940 ljusår (ca 600 parsek) från solen. Den rör sig närmare solen med en heliocentrisk radialhastighet på ca -25 km/s.

## Egenskaper
Primärstjärnan NY Virginis A är en blå underdvärgstjärna av spektralklass sdB. Den har en massa som är ca 0,46 solmassa, en radie som är ca 0,15 solradie och har ca 23 gånger solens utstrålning av energi från dess fotosfär vid en effektiv temperatur av ca 32 700 K. Den tillhör den sällsynta klassen av subdwarf B-stjärnor, som är tidigare röda jättar med sitt vätehölje helt avskalat av en följeslagare. 
Följeslagaren NY Virginis B är en röd dvärgstjärna i huvudserien av spektralklass M5 V. Den har en massa som är ca 0,12 solmassa, en radie som är ca 0,16 solradie och har en effektiv temperatur av ca 3 000 K.

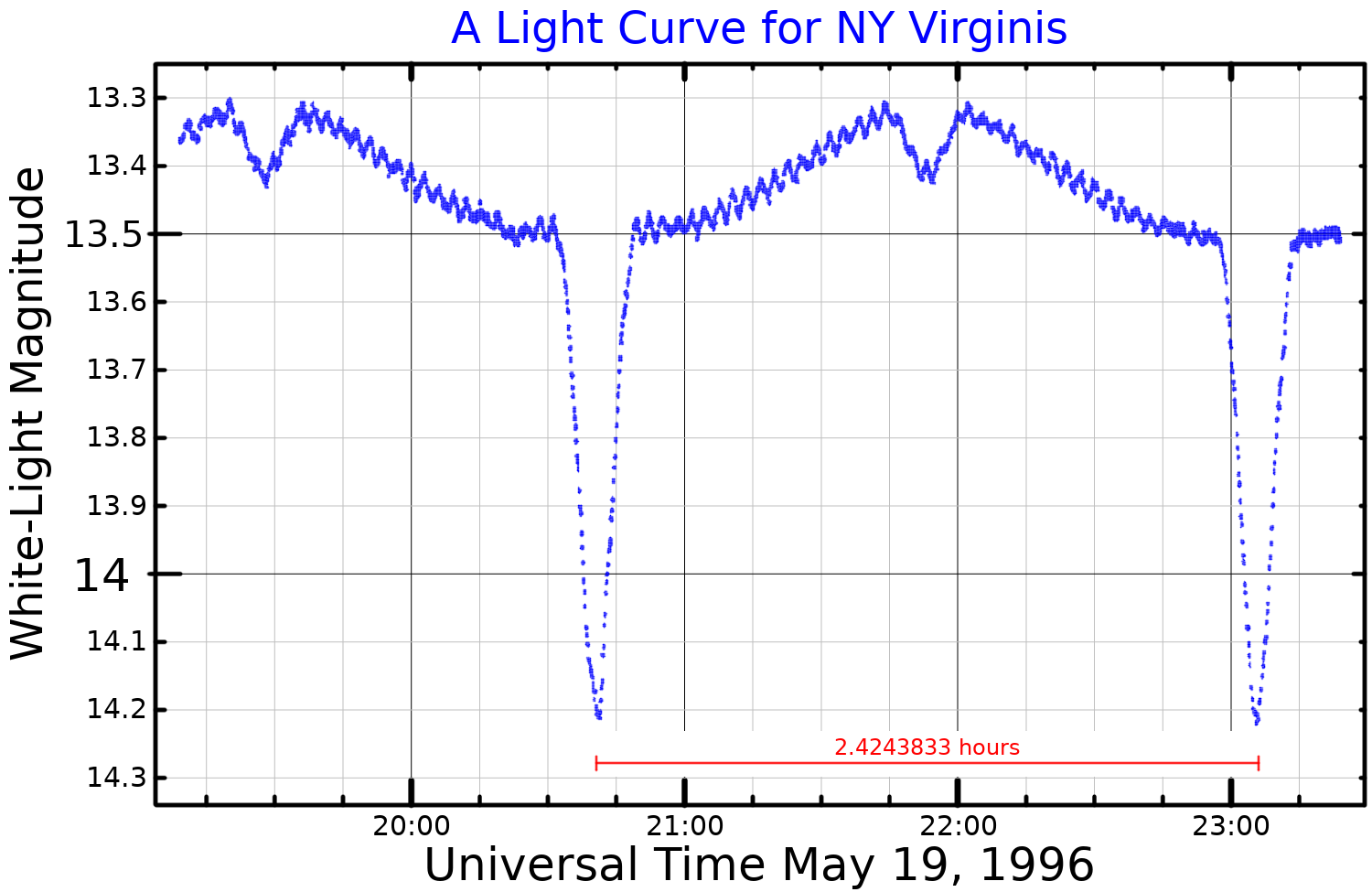
En ljuskurva för NY Virginis, plottad från TESS-data

Karaktären av dubbelstjärna hos NY Virginis identifierades första gången 1998 och den extremt korta omloppsperioden på 0,101016 dygn, tillsammans med variation i ljusstyrkan med en period på 200 sekunder noterades, vilket 2003 resulterade i identifieringen av primärstjärnan som en underdvärg av spektraltyp B.   Enligt ett föreslaget klassificeringsschema för heta underdvärgar skulle den vara klass sdB1VII: He1. Detta ickestandardiserade system anger att det är en "normal" ljusstyrka för en het underdvärg och att spektrumet domineras av väte snarare än helium.

## Planetsystem
År 2011 användes variationer i tidpunkten för dubbelstjärnans förmörkelser till att dra slutsatsen att det finns en superjupiter exoplanet, NY Virginis (AB) b, i en vid omloppsbana, med en andra misstänkt planet. En studie 2014 fann att en tvåplanetmodell var att föredra. Banorna för dessa två planeter rör sig nära eller på en 3:10 ömsesidig omloppsresonans.   En annan tvåplanetmodell med betydande omloppsexcentricitet, uppdaterad för att ta hänsyn till förändringar i förmörkelsetid som inte förutsagts av tidigare modeller, publicerades 2019.
Studier 2022 har noterat att eftersom planetmodeller i allmänhet misslyckas med att förutsäga efterföljande förändringar i förmörkelsetid och den senaste tvåplanetmodellen år 2021 resulterar i banor som är instabila i en astronomiskt kort tidsskala, kan en annan förklaring till förmörkelsens tidsvariationer behövas.   
| Planet         | Massa    | Halv storaxel (AE) | Siderisk omloppstid (d) | Excentricitet | Inklination | Radie |
| -------------- | -------- | ------------------ | ----------------------- | ------------- | ----------- | ----- |
| b (ifrågasatt) | ≥ 2,7 MJ | 3,3                | 3 160                   | 0,15          | -           | -     |
| c (ifrågasatt) | ≥ 5,5 MJ | 7,54               | 9 861,75                | 0,15          | -           | -     |